# Manuel Irurita Almandoz
Manuel Irurita Almandoz   (Larraintzar, 19 d'agost de 1876 - Aravell, febrer 1939) va ser un eclesiàstic navarrès, doctor en filosofia i en teologia i catedràtic de llengües clàssiques a la Universitat de València, que fou nomenat bisbe de Lleida el 1927 i posteriorment bisbe de Barcelona el 1930. Persones de l'entorn del president Francesc Macià el consideraren com a gran enemic de Catalunya.

## Biografia
Professà durant un temps en l'orde caputxí a Lecaroz, abandonant-lo més tard per tal d'exercir com a mestre. El 1898 va formar part de l'Orfeó Pamplonès i el 1899 va ser ordenat sacerdot després d'obtenir el benefici com a cantor de la catedral de València.
Durant la Segona República, una campanya exigí la seva expulsió de Catalunya, tot i així, promogué la fundació de noves parròquies suburbials i d'obres d'assistència social, impulsà l'Obra d'Exercicis Parroquials i la Federació de Joves Cristians de Catalunya. L'any 1931 va consagrar l'església de Sant Josep Oriol. Quan va morir el president de la Generalitat Francesc Macià, el 25 de desembre de 1933, Irurita es va negar en un primer moment a enviar capellans a la vetlla i va ser l'arquebisbe Francesc Vidal i Barraquer qui l'obligà a canviar de posició.
Al setembre de 1936, coincidint amb l'entrada dels anarquistes al govern de la Generalitat, la seu episcopal fou assaltada, i Irurita va haver de fugir. Després d'amagar-se durant quatre mesos a casa d'un amic orfebre, Antoni Tort, el bisbe va ser detingut en un escorcoll, l'1 de desembre, i traslladat i tancat al monestir de Sant Elies, utilitzat aleshores com a txeca o presó. La historiografia franquista afirmava que havia estat afusellat al cementiri de Montcada i Reixac per la seva condició de sacerdot, el 3 de desembre de 1936, però alguns testimonis afirmen haver-lo vist viu l'any 1939 i recerques recents ho han desmentit. Les seves suposades despulles van ser enterrades a la Catedral de Barcelona, a la capella del Sant Crist de Lepant.
De tota manera és evident que la mateixa Església catòlica dubta de la veracitat del seu martiri, ja que a diferència de tots els altres bisbes, sacerdots i seglars que van ser assassinats durant la Guerra Civil, Irurita no ha estat beatificat; només ha estat proclamat servent de Déu, en incoar-se la causa d'investigació per a la seva beatificació.
Segons el periodista i historiador Josep Maria Ràfols, el bisbe Irurita hauria passat per diverses presons en el decurs de la guerra civil. Després de diversos intents infructuosos d'intercanvi de presoners amb les autoritats franquistes, hauria estat assassinat entre el 30 de gener i el 2 de febrer de 1939 entre la Seu d'Urgell i Andorra, per dos militants del Sindicat de l'Alimentació.

## Bibliografia

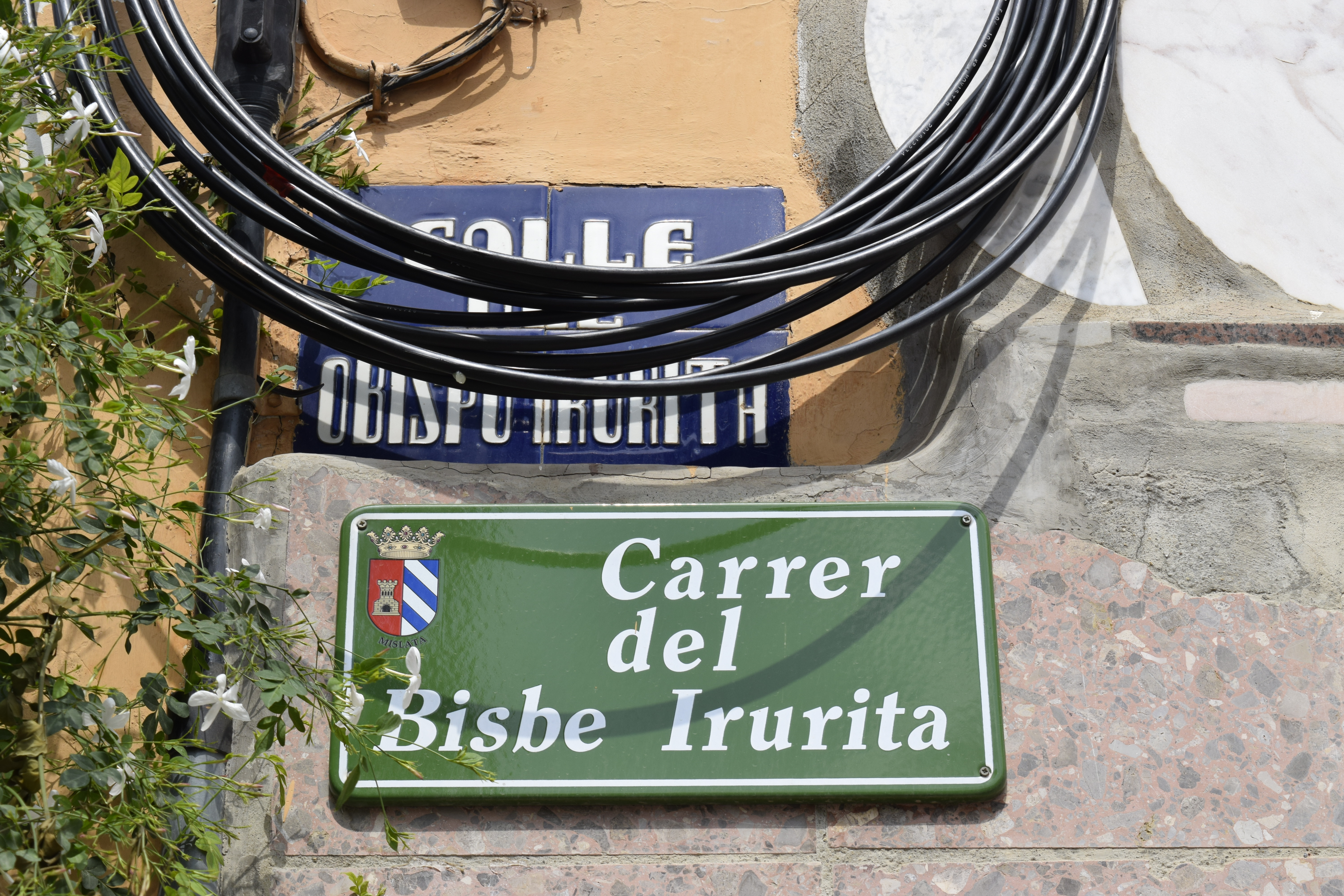
Calle del Obispo Irurita, Mislata